# Pao de San Juan Bautista
Pao de San Juan Bautista est l'une des neuf municipalités de l'État de Cojedes au Venezuela. Son chef-lieu est El Pao. En 2011, la population s'élève à 16 810 habitants.

## Géographie

### Subdivisions
La municipalité est constituée d'une seule paroisse civile avec à sa tête, sa capitale (entre parenthèses) :
- El Pao (El Pao).